# 鞆奥町
鞆奥町（ともおくちょう）は、徳島県海部郡にあった町。現在の海陽町鞆浦・奥浦にあたる。本項では町制前の名称である鞆奥村（ともおくそん）についても述べる。

## 地理
- 海洋 ： 太平洋
- 島嶼 ： 小島
- 山岳 ： 愛宕山
- 河川 ： 海部川

## 歴史
- 1889年（明治22年）10月1日 - 町村制の施行により、鞆浦・奥浦の区域をもって鞆奥村が発足。
- 1923年（大正12年）1月1日 - 鞆奥村が町制施行して鞆奥町となる。
- 1955年（昭和30年）3月31日 - 川西村と合併して海部町が発足。同日鞆奥町廃止。

## 交通

### 鉄道路線
現在は旧町域に牟岐線・阿佐海岸鉄道阿佐東線の海部駅が所在するが、当時は未開業。

### 道路
- 国道194号（現・国道55号）